# きせかえ音楽プレイヤー
きせかえ音楽プレイヤー（きせかえおんがくプレイヤー）は、エクシングがリリースしたミュージックプレイヤーアプリ。

## 概要
通信カラオケ「JOYSOUND」を運営するエクシングが2016年10月12日に本アプリのサービスを開始。当初はiOS向けだったが、翌年の2017年1月31日にAndroid向けもリリースされた。本アプリは、基本的な音楽再生機能に加え、イコライザーで好みの音質に調整したり、プレイヤーを好みのデザインに変更することができるきせかえ機能を搭載している。無料でダウンロード可能な8種のデザインに加え、声優アーティストとコラボした有料ダウンロードコンテンツの販売も行っていた。

## 有料コンテンツ
本アプリが販売していたコンテンツ。
- petit miladyきせかえパック（2016年10月12日発売）[1]
- 宮野真守応援パック
  - じょいまも5（2016年10月25日発売）[2]
  - じょいまも6（2017年8月22日発売）[3]
  - じょいまも7（2018年5月24日発売）[4]
  - じょいまも8（2019年5月21日発売）[5]
- 内田彩きせかえパック（2017年2月1日発売）[6]
- ゆいかおりきせかえパック（2017年2月6日発売）[7]
- 小倉唯
  - 小倉唯きせかえパック（2017年2月6日発売）[7]
  - 小倉唯きせかえパック2（2018年3月15日発売）[8]
- 蒼井翔太きせかえパック（2018年1月16日発売）[9]